# Élections en Afrique du Sud
Les élections générales en Afrique du Sud se déroulent tous les 5 ans. La constitution actuelle date de 1996. Elle a succédé à la constitution provisoire de 1993.
De 1910 à 1994, les élections étaient organisées dans le cadre du système parlementaire de Westminster. 
En Union sud-africaine (1910-1961), le chef de l'État était le souverain britannique et le gouvernement était composé de ministres membres du parlement dont les plus importants siégeaient au cabinet. Le chef de gouvernement était le chef du parti capable de disposer d'une majorité à la chambre basse. La souveraineté constitutionnelle fut transférée en 1931 du parlement britannique au parlement sud-africain par l'acte de rapatriement du South Africa Act (acte ratifié en 1934 par l'Afrique du Sud). En 1961, lors de la fondation de la République d'Afrique du Sud, les fonctions du souverain furent transférés au Président de l’État de la République et en 1984, les fonctions de chef d’État et de gouvernement furent fusionnés en la personne du Président. 
Durant cette période (1910-1994), les membres du parlement étaient élus dans le cadre d'un scrutin uninominal majoritaire à un tour par circonscription. Le corps électoral fut d'abord limité aux seuls hommes blancs âgés de plus de 21 ans, selon des critères censitaires et de résidences. Dans la province du Cap et du Natal, le corps électoral était élargie selon des critères censitaires et capacitaires aux populations coloureds et bantous. Les critères censitaires furent supprimés pour les hommes blancs (1931), le droit de vote accordé aux femmes blanches (1931) et abaissé à 18 ans (1958). Dans le même temps, les franchises électorales furent restreintes pour les populations noires (1936) puis supprimées, dans le cadre de l'apartheid et de la création des bantoustans (1960). De même, la franchise électorale des populations coloureds sur les listes électorales communes avec les blancs fut supprimée en 1956.
Si la nouvelle constitution sud-africaine de 1983 redonna le droit de vote aux populations coloureds et indiennes dans le cadre d'un parlement tricaméral, c'est celle de 1993 qui constitutionnalisa une charte des droits et libertés et instaura le suffrage universel, permettant aux populations noires de désigner leurs représentants au même titre que les autres catégories de population, dans le cadre d'un scrutin de liste à la proportionnelle. Le parlement tricaméral est alors remplacé par un nouveau parlement composé de deux chambres : l'assemblée nationale et le Sénat tandis que le mode de scrutin uninominal à un tour, en vigueur depuis 1910, est abandonné et remplacé par un mode de scrutin proportionnel plurinominal : Que ce soit au niveau national ou provincial, les électeurs ne votent plus par circonscription électorale mais votent désormais pour un parti. Les sièges sont ensuite attribués aux différents partis, proportionnellement au nombre de voix qu'ils ont obtenues. Les candidats élus sont ceux figurant dans chacune des listes dans leur ordre d'apparition. Dans ce système, le parti est mandataire du siège et non l'élu. Avec la constitution de 1996, le Conseil national des provinces succède au Sénat. Quant au système parlementaire de Westminster, bien qu'aménagé, il perdure dans ses principes de base quant aux rôles dévolus au chef de gouvernement, au chef du parti majoritaire et à l'opposition parlementaire.

## Union de l'Afrique du Sud (1910-1961)

### Élections générales sud-africaines de 1910
La coalition mené par le parti "Het Volk" de Louis Botha emporte la majorité avec 67 sièges (sur 130) contre 37 sièges aux unionistes de Leander Starr Jameson et 26 sièges aux autres petits partis.

### Élections générales sud-africaines de 1915
En 1914, James Barry Hertzog est l'un des fondateurs du Parti national destiné à promouvoir les intérêts afrikaners et à défendre les idéaux des anciennes républiques boers.
Aux élections d'octobre 1915, le Parti sud-africain de Louis Botha emporte 54 sièges contre 40 aux unionistes, 27 sièges au Parti National, 4 sièges au parti travailliste et six sièges réparties entre de petites formations.

### Élections générales sud-africaines de 1920
Le Parti National obtient 44 députés et la majorité relative face au Parti Sud-Africain (41 députés) de Jan Smuts et aux unionistes (25). Les travaillistes obtiennent 20 députés.
Néanmoins, les nationalistes n'ont aucune stratégie d'alliance. Le premier ministre sortant Jan Smuts obtient le soutien des Unionistes pour former un nouveau gouvernement sous l'égide du Parti Sud-Africain. Quelques mois plus tard, les Unionistes acceptent de rallier le parti de Smuts et des élections anticipées sont organisées.

### Élections de février 1921
Aux élections anticipées de février 1921, le parti sud-africain (qui englobe dorénavant les unionistes) obtient 79 députés contre 45 au Parti national et 6 aux travaillistes.
Le Parti national est alors isolé alors que les Travaillistes soutiennent le gouvernement.
Les grèves ouvrières de 1922 dans le Witwatersrand suivi de leur répression vont éloigner les travaillistes de Smuts alors que le Parti national, par l'intermédiaire de Tielman Roos, a galvanisé les ouvriers du Transvaal et apporté son soutien à leurs revendications sociales et raciales. Roos va négocier un pacte avec Frederic Creswell, le leader travailliste, en vue de former un gouvernement en cas de victoire aux prochaines élections générales.

### Élections du 19 juin 1924
Victoire des forces du  "Pacte" alliant le Parti national (63 sièges) et le Parti Travailliste de Frederic Creswell (18 sièges) contre 53 sièges au Parti sud-africain. Jan Smuts n'est pas réélu. James Barry Hertzog devient le nouveau premier ministre.

### Élections de 1929
Les rapports entre Travaillistes et Nationalistes se détériorèrent. Tielman Roos, l'artisan du Pacte, avait lui-même été mis en minorité au sein du parti national par le leader du Cap, Daniel Malan alors que les travaillistes étaient sommés d'abandonner leur idéologie socialiste.
Aux élections de 1929, le sort du pacte est compromis. Roos, malade, ne se représente pas. Le Parti national remporte 41 % des suffrages et 78 sièges soit la majorité absolue ce qui le dégage de toute alliance. Le Parti sud-africain est majoritaire en voix avec 47 % des suffrages mais minoritaire en siège (61 élus). Les travaillistes conservent huit élus mais Creswell et Sampson restent néanmoins au gouvernement.

### Élections de mai 1933
La crise économique et les déclarations intempestives de Tielman Roos, en rupture de parti, sur l'abandon de l'étalon-or conduisent à un bouleversement politique. À l'appel à l'unité nationale par et derrière Tielman Roos répondent l'union nationale négociée entre le Parti national et le Parti sud-africain. Les vieux adversaires d'hier sont prêts à des compromis.
Aux élections de mai 1933, l'union nationale entre le Parti national et le Parti sud-africain leur apporte une victoire écrasante de 136 députés sur un total de 150. Les autres élus se répartissent entre deux députés du "Parti du Centre" de Tielman Roos, des Travaillistes, des nationalistes et des conservateurs.
L'Union nationale va donner naissance au Parti uni d'Afrique du Sud (UP) en 1934.
Très vite, des dissensions internes conduisent à la scission de quelques députés. Dix-sept parlementaires ne rejoignent pas l'UP mais se regroupent dans un "Parti national purifié" sous la houlette de Daniel Malan. D'autres forment le parti du Dominion (anglophile) ou rejoignent les Conservateurs du Natal.

### Élections de mai 1938
Le Parti uni confirme sa domination (114 sièges) mais perd des sièges face au Parti national purifié (27 sièges) de Daniel Malan.
Les autres formations (Travaillistes, Conservateurs, Dominions) émergent peu et font l'appoint du Parti Uni.
En 1939, le Parti Uni s'est scindé entre partisans du premier ministre Hertzog et ceux de Jan Smuts. Cette scission est causée par l'attitude à adopter envers la Grande-Bretagne et l'Allemagne Nazie après la déclaration de guerre. Les partisans de la neutralité se regroupèrent derrière Hertzog tandis que ceux favorables à la Grande-Bretagne se plaçaient sous la houlette de Jan Smuts. Finalement, Hertzog est mis en minorité et doit laisser sa place de premier ministre à Smuts. Hertzog et plusieurs parlementaires quittèrent alors le parti uni pour rejoindre les partisans de Malan dans un éphémère "Parti national reconsititué". Plusieurs partisans d'Hertzog, à commencer par l'ancien ministre Nicolaas Havenga, hostiles à l'autoritarisme et à l'idéologie nationaliste de Malan, quittèrent le parti pour fonder le Parti afrikaner.
Dans le même temps, le Parti national eut à faire face à des dissidences de droite regroupés autour notamment d'Oswald Pirow et de son "Ordre Nouveau" au programme pro-nazi.

### Élections du 7 juillet 1943
Le Parti Uni sort victorieux (105 sièges) contre le Parti national purifié (43 sièges et 36 % des votes). Les partisans de Pirow n'obtiennent aucun élu alors que le petit Parti Afrikaner d'Havenga émerge.
Les travaillistes (2 sièges), le Parti du Dominion et les Conservateurs du Natal font encore l'appoint de la majorité de l'UP.

### Élections du 26 mai 1948
En 1945, le gouvernement de Jan Smuts mandata une commission concernant les réformes raciales nécessaires à effectuer en Afrique du Sud. Le rapport de cette commission préconisa une libéralisation du système en commençant par l'abolition des réserves ethniques ainsi que la fin du contrôle rigoureux des travailleurs migrants. Hostile à ces recommandations, le Parti national mandata sa propre commission (la commission Sauer) qui recommanda à l'inverse le durcissement des lois ségrégationnistes.
C'est dans ce contexte que se profilèrent les élections du 26 mai 1948. Le Parti Uni était toujours mené par Jan Smuts mais il n'était pas fait mystère que le libéral progressiste Jan Hendrik Hofmeyr lui succèderait rapidement. Pourtant, Smuts doutait de la capacité d'Hofmeyr à fédérer les blancs sud-africains et se méfiait de son libéralisme en matière raciale. De son côté, le Parti national allait au combat sous la bannière de Daniel Malan, allié au Parti Afikaner dirigé par Nicolaas Havenga.
Au soir des élections, le Parti Uni obtient la majorité des voix mais contre toute attente, perd la majorité des sièges face à la coalition nationaliste. Ainsi avec 42 % des suffrages, la coalition nationaliste emporte 80 sièges (71 élus pour le Parti national purifié et 9 élus au Parti Afrikaner) soit 53 % des sièges du parlement. En face, le Parti Uni (49 % des suffrages) plafonne à 65 sièges alors que leurs alliés du travaillistes ne sauvent que 6 élus (4 % des suffrages).
Toutes les autres formations politiques échouent à faire élire leurs représentants et disparaissent.
Au début du mois de juin, Daniel Malan s'installe aux Union Buildings pour mener sa politique d'apartheid.

### Élections d'avril 1953
Le Parti national (formé du Parti Afrikaner et du Parti national purifié) obtient 94 sièges contre 57 sièges au Parti Uni et 6 aux travaillistes.

### Élections d'avril 1958
Le Parti national mené par le premier ministre Johannes Strijdom emporte 103 des 156 sièges de l'assemblée nationale et la majorité des suffrages pour la première fois. Les travaillistes disparaissent alors que l'UP continue de s'écrouler (53 députés).
En 1959, une aile de gauche de l'UP forme le parti progressiste.

### Référendum national sur la république (octobre 1960)
Le 5 octobre 1960, la République est approuvée par 52,29 % des électeurs contre 47,71 %. Le Transvaal et l'État libre d'Orange ont plébiscité la république alors que le Natal est resté fidèle à la Couronne Britannique.

## République d'Afrique du Sud

### Élections du 8 octobre 1961
Le Parti national mené par le premier ministre Hendrik Verwoerd emporte 105 sièges contre 53 à l'UP, 1 seul au Parti Progressiste (Helen Suzman) et 1 siège à l'éphémère Union Nationale.

### Élections du 30 mars 1966
Le Parti national, toujours sous la houlette d'Hendrik Verwoerd,  emporte 58 % des suffrages et 126 sièges sur 166. Le Parti Uni consolide 39 sièges alors qu'Helen Suzman reste la seule élue du PP.

### Élections anticipées du 22 avril 1970
Avec John Vorster, l'ancien ministre de la justice et premier ministre depuis l'assassinat de Verwoerd le Parti national obtient 54,4 % des suffrages et perd neuf sièges (117 députés) concurrencé par la dissidence d'Albert Hertzog qui fonda le 24 octobre 1969 le "Parti national reconsititué" pour protester contre la décision de Vorster d'autoriser la venue de joueurs et de spectateurs Maoris lors de la tournée de l'équipe de Nouvelle-Zélande de rugby à XV en Afrique du Sud en 1970. Le HNP obtient 3,5 % des voix, mais aucun élu. Le Parti Uni avec 37,2 % des suffrages gagne huit députés avec 47 sièges. Helen Suzman reste la seule élue du PP (3,4 %).

### Élections du 29 avril 1974
Le Parti national remporte 122 sièges (+ 5). Le Parti Uni avec 41 rescapés (- 6) subit la concurrence du PP qui emporte 7 sièges (+ 6).

### Élections du 30 novembre 1977
Le pays est alors en pleine période de tensions internes et internationales à la suite des émeutes de Soweto. Un embargo onusien sur les ventes d'armes a été décrété contre l'Afrique du Sud. Le Scandale de l'information éclate à cette époque impliquant le ministre Connie Mulder.
L'opposition blanche est alors en pleine ébullition à la suite de la dissolution du Parti uni. Un « Nouveau Parti républicain » lui succède mais a du mal à retenir ses élus et ses militants qui rejoignent le Parti national ou le Parti Progressiste.
C'est dans ce contexte que les élections se déroulent en novembre 1977. Le Parti national emporte 64,8 % des suffrages et 134 députés laissant loin derrière le Parti progressiste fédéral devenu sa nouvelle opposition officielle (16,7 % des voix et 17 députés). 
Le Nouveau Parti républicain recueille 12,1 % des suffrages et 10 élus alors que l'extrême droite du HNP avec 3,3 % des voix n'obtient aucun élu au contraire du petit South African Party (1,6 % et 3 élus).

### Élections du 29 juin 1981
C'est la première élection avec Pieter Botha aux commandes de l'état et d'un Parti national en forte crise, partagé entre modérés et durs de l'aile droite.
Le Parti national subit de plein fouet les scandales de la fin de l'ère Vorster et de ses dissensions internes. Avec 53,3 % des suffrages et 131 sièges (- 3), les points qu'il gagne dans l'électorat anglophone ne  compensent par ses pertes dans l'électorat Afrikaner. Le HNP mené par Jaap Marais s'envole avec 13,1 % des voix mais encore une fois échoue à obtenir le moindre député au suffrage direct. Le parti progressiste fédéral (18,2 %) gagne neuf députés (27 sièges) alors que le Nouveau Parti Républicain (6,4 %) perd la moitié de ses électeurs mais limite ses pertes au suffrage direct (huit députés).
De son côté, le parti national-conservateur de Connie Mulder ne recueille que 1,3 % des suffrages et aucun élu.
Peu de temps après, Botha proposa une nouvelle constitution associant les métis et les indiens. Ce lifting constitutionnel amena à une nouvelle scission au sein du Parti national. Mis en minorité, Andries Treurnicht et 22 autres parlementaires créaient le 20 mars 1982 le Parti conservateur d'Afrique du Sud qui reçoit immédiatement le ralliement de Mulder mais échoue à obtenir celui du HNP.

### Référendum du 2 novembre 1983
Les électeurs approuvent par 66,29 % des voix la réforme constitutionnelle conduisant à instaurer un parlement tricaméral et à présidentialiser l'exécutif.

### Élections de 1984
Les élections sud-africaines du 22 et du 28 août 1984 ont lieu après l'entrée en vigueur de la nouvelle constitution sud-africaine introduisant le tricaméralisme dans les institutions parlementaires du pays.
Organisées dans le cadre des lois de l'Apartheid et de la séparation entre les groupes raciaux, ces élections visent à élire les membres des deux nouvelles chambres indiennes (chambre des délégués) et coloureds (chambre des représentants) du parlement. La chambre de l'assemblée (élue en 1981 par les blancs d'Afrique du Sud) n'est pas concernée par ces élections et ses membres automatiquement reconduits pour 5 ans en vertu de la nouvelle constitution.
Marquées par une faible participation électorale (de l'ordre de 30%), ces élections permettent au parti travailliste du révérend Allan Hendrickse de remporter 76 des 80 sièges élus de la Chambre des représentants (coloureds) tandis qu'à la chambre des délégués, le Parti national du peuple (National People’s Party) remporte pour 18 sièges.

### Élections du 6 mai 1987
Le Parti national obtint 52,29 % des suffrages et 124 élus (-7).
Le Parti conservateur (26,62 % des voix et 22 sièges) emporte le statut d'opposition officielle  à la place des libéraux du Parti progressiste (14,03 % et 19 élus) qui perdent huit sièges.
Le Nouveau Parti Républicain disparait presque avec 1 seul élu et 1,97 % des voix. L'extrême droite du HNP (2,99 %) subit la concurrence du Parti Conservateur et perd les 3/4 de ses électeurs de 1981.
| Suffrages exprimés               | Suffrages exprimés | Suffrages exprimés | 2 069 254 |             | 167 sièges à pourvoir | 167 sièges à pourvoir |
|                                  |                    |                    |           |             |                       |                       |
| Liste                            | Tête de liste      |                    | Suffrages | Pourcentage | Sièges acquis         | Var.                  |
| Parti national (NP)              | Pieter Botha       |                    | 1 075 642 | 51,98 %     | 124 / 167             |                       |
| Parti conservateur (KP)          | Andries Treurnicht |                    | 574 502   | 27,76 %     | 22 / 167              |                       |
| Parti fédéral progressiste (PFP) | Colin Eglin        |                    | 288 579   | 13,95 %     | 19 / 167              |                       |
| Parti indépendant (IP)           | Néant              |                    | 27 149    | 1,31 %      | 1 / 167               |                       |
| Parti national réformé (HNP)     | Jaap Marais        |                    | 62 888    | 3,04 %      | 0 / 167               |                       |
| Nouveau Parti républicain (NRP)  | Néant              |                    | 40 494    | 1,96 %      | 1 / 167               |                       |

### Résultat des élections du 6 septembre 1989
Le parlement blanc a reconduit sa majorité au Parti national (- 26 sièges) du président Frederik de Klerk alors que le parti conservateur gagnait 17 sièges. Les anciens membres du Nouveau Parti républicain (ex-Parti uni) ont disparu ayant rejoint dans leur majorité le Parti national en 1988.
| Suffrages exprimés               | Suffrages exprimés       | Suffrages exprimés | 2 156 695 |             | 166 sièges à pourvoir | 166 sièges à pourvoir |
|                                  |                          |                    |           |             |                       |                       |
| Liste                            | Tête de liste            |                    | Suffrages | Pourcentage | Sièges acquis         | Var.                  |
| Parti national (NP)              | Frederik Willem de Klerk |                    | 1 039 704 | 48,21 %     | 94 / 166              |                       |
| Parti Conservateur (KP)          | Andries Treurnicht       |                    | 680 131   | 31,54 %     | 39 / 166              |                       |
| Parti Démocratique (DP)          | Zach de Beer             |                    | 431 444   | 20 %        | 33 / 166              |                       |
| Parti national Réconstitué (HNP) | Jaap Marais              |                    | 5 416     | 0,25 %      | 0 / 166               |                       |

### Référendum du 17 mars 1992
Appelé par le président Frederik de Klerk, cette dernière élection "white only" prend la forme d'un référendum sur l'approbation des négociations constitutionnelles visant à démanteler l'apartheid. Le vote "Oui" obtient 68,73 % des suffrages contre 31,27 % de "Non". Ce dernier ne l'a emporté que dans une seule région, celle du Nord-Transvaal.

### Élections générales du 27 avril 1994
Les résultats officiels des premières élections multiraciales sud-africaines furent publiés début mai 1994. Les sud-africains avaient voté pour élire leurs représentants au parlement et dans les conseils provinciaux. À cette fin, 9 nouvelles provinces avaient été constituées à la place des 4 anciennes, réintégrant les dix  bantoustans indépendants ou autonomes: 
- Le Congrès national africain (ANC) remporta 63 % des voix nationales soit un peu moins des 2/3 nécessaires pour élaborer et voter seul la future constitution et 7 des 9 nouvelles provinces.
- Le Parti national (NP) arriva en second avec 20,5 % des voix, essentiellement celles des blancs, des métis et des indiens. Grâce aux métis d'ailleurs, le NP remporta la province du Cap-Occidental avec 59 % des voix et échoua de justesse dans la province du Cap-du-Nord avec 40 % des voix (contre juste 49 % à l'ANC).
- L'Inkatha Freedom Party (IFP) obtint 10 % des voix et une représentation provinciale presque uniquement au KwaZulu-Natal avec 50 % des voix obtenus malgré la fraude électorale observée.
- Le Front de la liberté (FF) parvint à atteindre 2,8 % des suffrages n'obtenant qu'un peu moins de la moitié des voix traditionnels du Parti conservateur d'Afrique du Sud (soit 450 000 au lieu de 1 million). Cet électorat soit avait préféré voter « utile » et donc pour le NP soit s'était réfugié dans l'abstention comme l'encourageait le parti conservateur.
- Le Parti démocratique (DP) arriva en 4e position avec 1,8 % des voix essentiellement au Cap et à Johannesbourg.
- L'extrême gauche était laminée.

#### Élection nationale

Assemblée nationale sud-africaine issue des élections de 1994. Groupes politiques :
Congrès national africain
Parti national
Inkatha Freedom Party
Front de la liberté
Parti Démocratique
Autres

|  | Parti (abbr.)                                                    | Votes      | %     | Sièges |
|  | ---------------------------------------------------------------- | ---------- | ----- | ------ |
|  | African National Congress                                        | 12 237 655 | 62,65 | 252    |
|  | National Party - Nasionale Party                                 | 3 983 690  | 20,39 | 82     |
|  | Inkatha Freedom Party                                            | 2 058 294  | 10,54 | 43     |
|  | Freedom Front - Vryheidsfront                                    | 424 555    | 2,17  | 9      |
|  | Democratic Party - Demokratiese Party                            | 338 426    | 1,73  | 7      |
|  | Pan Africanist Congress of Azania                                | 243 478    | 1,25  | 5      |
|  | African Christian Democratic Party                               | 88 104     | 0,45  | 2      |
|  | Africa Muslim Party                                              | 34 466     | 0,18  |        |
|  | African Moderates Congress Party                                 | 27 690     | 0,14  |        |
|  | Dikwankwetla Party of South Africa                               | 19 451     | 0,10  |        |
|  | Federal Party (FP)                                               | 17 663     | 0,09  |        |
|  | Minority Front (MF)                                              | 13 433     | 0,07  |        |
|  | Sport Organisation for Collective Contributions and Equal Rights | 10 575     | 0,05  |        |
|  | African Democratic Movement                                      | 9 886      | 0,05  |        |
|  | Women's Rights Peace Party                                       | 6 434      | 0,03  |        |
|  | Ximoko Progressive Party                                         | 6 320      | 0,03  |        |
|  | Keep It Straight and Simple Party                                | 5 916      | 0,03  |        |
|  | Workers' List Party                                              | 4 169      | 0,02  |        |
|  | Luso-South African Party                                         | 3 293      | 0,02  |        |
|  | Total                                                            | 19 533 498 | 100   | 400    |

#### Élections provinciales du 27 avril 1994
- La nouvelle province du Northern Transvaal vota à 84 % pour l'ANC (38 sièges au conseil provincial), le reste se partageant chez les blancs entre le NP (1 siège) et le FF (1 siège).
- La nouvelle province de Pretoria-Witwatersrand-Vereeniging au cœur de l'ancien Transvaal (région de Johannesbourg) vota à  57 % pour l'ANC, à 25 % pour le NP; le FF, le DP puis l'IFP obtenant ensuite de bons scores suffisant  pour obtenir des sièges.
- La nouvelle Province du Nord-Ouest (Transvaal de l'ouest, Bophuthatswana et une partie du Cap nord-est) vota pour l'ANC (83 %) puis pour le NP (9 %) et le FF.
- La nouvelle province du Eastern Transvaal vota à  plus de 80 % pour l'ANC suivi du NP (9 %). Bons scores du FF (5 %).
- L'État libre d'Orange envoya 77 %  de représentants de l'ANC au conseil provincial. Le NP et le FF se maintinrent dans la plus afrikaner des provinces.
- La nouvelle province du Cap-du-Nord passa de justesse sous la domination de l'ANC (50 %) contre 40 % au NP, 6 % au FF, et 1,8 % au DP.
- Le Cap-Occidental fut la seule province remportée par le NP avec 59 % des voix..
- Le KwaZulu-Natal fut la seule province remportée par l'Inkhata.

|  | Parti (abbr.)                                                       | Votes      | %    | Sièges |
|  | ------------------------------------------------------------------- | ---------- | ---- | ------ |
|  | African National Congress (ANC)                                     | 12 137 307 | 62,3 | 266    |
|  | National Party - Nasionale Party (NP)                               | 3 492 467  | 17,9 | 82     |
|  | Inkatha Freedom Party (IFP)                                         | 2 047 083  | 10,5 | 44     |
|  | Freedom Front - Vryheidsfront (FF-VF)                               | 639 643    | 3,3  | 14     |
|  | Democratic Party - Demokratiese Party (DP)                          | 538 655    | 2,8  | 12     |
|  | Pan-Africanist Congress of Azania (PAC)                             | 271 793    | 1,4  | 3      |
|  | African Christian Democratic Party (ACDP)                           | 117 825    | 0,6  | 3      |
|  | Minority Front (MF)                                                 | 48 951     | 0,3  | 1      |
|  | Africa Muslim Party (AMP)                                           | 51 773     | 0,3  |        |
|  | African Democratic Movement (ADM)                                   | 34 233     | 0,2  |        |
|  | Dikwankwetla Party of South Africa (DPSA)                           | 21 877     | 0,1  |        |
|  | Islamic Party (IP)                                                  | 16 762     | 0,1  |        |
|  | Federal Party (FP)                                                  | 16 279     | 0,1  |        |
|  | United People's Front (UPF)                                         | 10 123     | 0,1  |        |
|  | Ximoko Progressive Party (XPP)                                      | 8 238      | 0,0  |        |
|  | Women's Rights Peace Party (WRPP)                                   | 7 279      | 0,0  |        |
|  | Wes-Kaap Federaliste Party (WKFP)                                   | 6 337      | 0,0  |        |
|  | Workers International to Rebuild the Fourth International (SA) (WI) | 5 481      | 0,0  |        |
|  | Luso-South African Party (LUSO)                                     | 5 423      | 0,0  |        |
|  | South African Women's Party (SAWP)                                  | 2 641      | 0,0  |        |
|  | Green Party (GRP)                                                   | 2 611      | 0,0  |        |
|  | Merit Party (MP)                                                    | 2 028      | 0,0  |        |
|  | Right Party (RP)                                                    | 921        | 0,0  |        |

### Élections 1999

#### Élections nationales 1999

La 23e Assemblée nationale sud-africaine à la suite des élections générales de 1999.
Groupes politiques :
Congrès national africain
Parti démocratique
Nouveau Parti national
Inkatha Freedom Party
Mouvement démocratique uni
Autres

|  | Partis (abbr.)                          | Votes      | %      | Sièges |
|  | --------------------------------------- | ---------- | ------ | ------ |
|  | Congrès national africain               | 10,601,330 | 66.35  | 266    |
|  | Parti Démocratique                      | 1,527,337  | 9.56   | 38     |
|  | Inkatha Freedom Party                   | 1,371,477  | 8.58   | 34     |
|  | Nouveau Parti national                  | 1,098,215  | 6.87   | 28     |
|  | Mouvement démocratique uni              | 546,790    | 3.42   | 14     |
|  | Parti chrétien-démocrate africain       | 228,975    | 1.43   | 6      |
|  | Front de la liberté                     | 127,217    | 0.80   | 3      |
|  | Parti chrétien-démocrate unifié         | 125,280    | 0.80   | 3      |
|  | Pan Africanist Congress of Azania       | 113,125    | 0.78   | 3      |
|  | Alliance fédérale                       | 86,704     | 0.54   | 2      |
|  | Minority Front (MF)                     | 48,277     | 0.30   | 1      |
|  | Afrikaner EenheidsBeweging              | 46,292     | 0.30   | 1      |
|  | Azanian People's Organisation           | 27,257     | 0.17   | 1      |
|  | Abolition of Income Tax and Usury Party | 10,611     | 0.07   | 0      |
|  | Green Party of South Africa             | 9,193      | 0.06   | 0      |
|  | Socialist Party of Azania               | 9,062      | 0.06   | 0      |
|  | Total                                   | 15,977,142 | 100.00 | 400    |

#### Élections provinciales 1999
- Les deux provinces du Cap-Occidental et du Kwazulu-Natal ont été conservées par le Nouveau Parti national (allié au Parti Démocratique) et par l'Inkhata.

| Résultat Province du Cap-Occidental      | 1587978 | 100 %   |
| African National Congress (ANC)          | 668106  | 42,07 % |
| Nouveau Parti national (NNP)             | 609612  | 38,39 % |
| Parti Démocratique (DP)                  | 189183  | 11,91 % |
| Parti démocrate chrétien africain (ACDP) | 44323   | 2,79 %  |
| Mouvement démocratique uni(UDM)          | 38071   | 2,40 %  |
| Parti de la morale africaine (AMP)       | 9513    | 0,60 %  |
| Congrès Pan Africain (PAC)               | 7708    | 0,49 %  |
| Front de la Liberté (VF\FF)              | 6394    | 0,40 %  |
| Alliance fédérale (FA)                   | 4153    | 0,26 %  |
| Afrikaner EenheidsBeweging (AEB)         | 2854    | 0,18 %  |
| Inkatha Freedom Party (IFP)              | 2895    | 0,18 %  |
| Autres                                   | 5166    | 0,32 %  |

### Élections 2004

#### Élections nationales d'avril 2004
| Parti                                      | Leader                   | Votes      | %     | ± 1999 | Sièges | ± 1999 |
| ------------------------------------------ | ------------------------ | ---------- | ----- | ------ | ------ | ------ |
| Congrès national africain (ANC)            | Thabo Mbeki              | 10 880 915 | 69,69 | +3,34  | 279    | +13    |
| Alliance démocratique (DA)                 | Tony Leon                | 1 931 201  | 12,37 | +2,81  | 50     | +12    |
| Inkatha Freedom Party (IFP)                | Mangosuthu Buthelezi     | 1 088 664  | 6,97  | -1,61  | 28     | -6     |
| Mouvement démocratique uni (UDM)           | Bantu Holomisa           | 355 717    | 2,28  | -1,14  | 9      | -5     |
| Démocrates indépendants (ID)               | Patricia de Lille        | 269 765    | 1,7   | +1,7   | 7      | +7     |
| Nouveau Parti national (NNP)               | Marthinus van Schalkwyk  | 257 824    | 1,65  | -5,22  | 7      | -21    |
| Parti chrétien démocrate africain (ACDP)   | Kenneth Meshoe           | 250 272    | 1,60  | +0,17  | 7      | +1     |
| Front de la liberté Plus (FF+)             | Pieter Mulder            | 139 465    | 0,89  | -0,20  | 4      | -      |
| Parti chrétien-démocrate unifié (UCDP)     | Lucas Mangope            | 117 792    | 0,75  | -0,03  | 3      | -      |
| Congrès Pan Africain (PAC)                 | Motsoko Pheko            | 113 512    | 0,73  | +0,02  | 3      | -      |
| Parti des minorités (MF)                   | Amichand Rajbansi        | 55 267     | 0,35  | +0,05  | 2      | +1     |
| Organisation du peuple d'Azanie (AZAPO)    | Mosiblidi Mangena        | 39 116     | 0,25  | +0,08  | 1      | -      |
| Parti chrétien démocrate (CDP)             | Ra Du Plooy              | 17 619     | 0,11  | +0,11  | 0      | -      |
| Action nationale (NA)                      | Jacobus Frederick Jonker | 15 804     | 0,10  | +0,10  | 0      | -      |
| Congrès de la paix et de la justice (PJC)  | Muhammed Rashad Khan     | 15 187     | 0,10  | +0,10  | 0      | -      |
| Parti socialiste d'Azanie (SOPA)           | LT Mabasa                | 14 853     | 0,10  | +0,04  | 0      | -      |
| Nouveau Parti Travailliste (NLP)           | Colin Francois du Sart   | 13 318     | 0,09  | +0,09  | 0      | -      |
| Front uni (UF)                             | T. D. Hlatshwayo         | 11 889     | 0,08  | +0,08  | 0      | -      |
| Employment Movement of South Africa (EMSA) | M. Reitz                 | 10 446     | 0,07  | +0,07  | 0      | -      |
| The Organisation Party (TOP)               | Bradford Gavin Wood      | 7 531      | 0,05  | +0,05  | 0      | -      |
| Keep It Straight and Simple (KISS)         | C.C. Emary               | 6 514      | 0,04  | +0,04  | 0      | -      |
| Total                                      |                          | 15 612 671 | 100   | -      | 400    | -      |

#### Élections provinciales d'avril 2004
- Toutes les provinces ont été emportées par l'ANC y compris celle du Cap grâce à son alliance avec le Nouveau Parti national.

### Élections du 22 avril 2009
| Parti                                    | Leader               | Voix        | %     | ± 2004 | Sièges | ± 2004 |
| ---------------------------------------- | -------------------- | ----------- | ----- | ------ | ------ | ------ |
| Congrès national africain (ANC)          | Jacob Zuma           | 11 650 748  | 65,90 | −3,79  | 264    | −33    |
| Alliance démocratique (DA)               | Helen Zille          | 2 945 829   | 16,66 | +4,29  | 67     | +20    |
| Congrès du Peuple (COPE)                 | Mosiuoa Lekota       | 1 311 027   | 7,42  | +7,42  | 30     | +30    |
| Inkatha Freedom Party (IFP)              | Mangosuthu Buthelezi | 804 260     | 4,55  | −2,42  | 18     | −5     |
| Démocrates indépendants (ID)             | Patricia de Lille    | 162 915     | 0,92  | −0,78  | 4      | 0      |
| Mouvement démocratique uni (UDM)         | Bantu Holomisa       | 149 680     | 0,85  | −1,43  | 4      | -2     |
| Front de la liberté Plus (FF+)           | Pieter Mulder        | 146 796     | 0,83  | −0,06  | 4      | 0      |
| Parti chrétien démocrate africain (ACDP) | Kenneth Meshoe       | 142 658     | 0,81  | −0,79  | 3      | −1     |
| Parti chrétien-démocrate unifié (UCDP)   | Lucas Mangope        | 66 086      | 0,37  | −0,38  | 2      |        |
| Congrès Pan Africain (PAC)               | Motsoko Pheko        | 48 530      | 0,27  | −0,46  | 1      | - 2    |
| Parti des minorités (MF)                 | Amichand Rajbansi    | 43 474      | 0,25  | −0,10  | 1      | −1     |
| Organisation du peuple d'Azanie (AZAPO)  | Mosibudi Mangena     | 38 245      | 0,22  | −0,03  | 1      | 0      |
| Autres                                   |                      | non précisé |       |        | 0      | -      |
| Total                                    |                      | 17 680 729  | 100   | -      | 400    | -      |

### Élections du 7 mai 2014
Les élections générales sud-africaines de 2014 ont été marquées par la cinquième victoire consécutive du Congrès national africain (ANC) mais aussi par une nette progression de l'Alliance démocratique (DA) et par l'émergence des Economic Freedom Fighters (EFF - combattants pour la liberté économique) de Julius Malema.